# Monselice
Monselice is een stad in de Italiaanse regio Veneto en behoort tot de provincie Padua.
Deze plaats aan de voet van Euganische Heuvels wordt al sinds de bronstijd bewoond. In de 7e eeuw werd het Mons Silicis, waar een Byzantijns kasteel stond, door de Longobarden veroverd. In de 11e eeuw werd Monselice een vrije comune, maar het werd al snel bezet door Ezzelino III da Romano, plaatsvervanger van Frederik II. Keizer Frederik II liet op de heuveltop een kasteel herbouwen: het fort Mastio Federiciano naar hem genoemd. Vanaf 1405 maakt Monselice deel uit van de Venetiaanse Republiek.
Op de Colle della Rocca, in het Mastio Federiciano, bouwde de Venetiaanse patriciër Pietro Duodo (1554–1610) een grote villa. In 1605 verkreeg hij pauselijke toestemming voor een bijzonder project, het Santuario Giubilare delle Sette Chiese. Op de weg die stijgt naar het plein voor de villa en de San Giorgio, liet Duodo zijn architect Vincenzo Scamozzi zes kapellen bouwen. De zeven gebedshuizen kregen de naam van de Zeven pelgrimskerken van Rome, die binnen afgebeeld waren door de schilder Jacopo Palma il Giovane. Een bul van paus Paulus V verzekerde pelgrims dat een bezoek aan deze Sette Chiese dezelfde volle aflaat opleverde als een bezoek aan de basilieken van Rome. Vandaar de Latijnse inscriptie Romanis Basilicis Pares die boven het portaal van de Via Romana is aangebracht.
Het deels ommuurde historische centrum van Monselice ligt ten westen van het Canale Bisatto. Het hart van de stad wordt gevormd door het Piazza Mazzini waar de robuuste Torre Civica uit 1244 staat. Andere belangrijke monumenten in het centrum zijn de oude kathedraal uit 1256, het middeleeuwse kasteel Ca' Marcello en de kerk Santo Stefano uit de 16e eeuw.
Ten westen van de stad liggen de Euganische Heuvels, een groep uitgedoofde vulkanen midden in de Povlakte. Het gebied kent een bijzondere flora en fauna en is daarom in 1989 door de regionale regering uitgeroepen tot natuurreservaat.
Monselice ligt aan de snelweg A13 en een spoorweg, die de verbinding vormen tussen Bologna en Padua. Het heeft verder een spoorverbinding met Mantua.

## Externe links

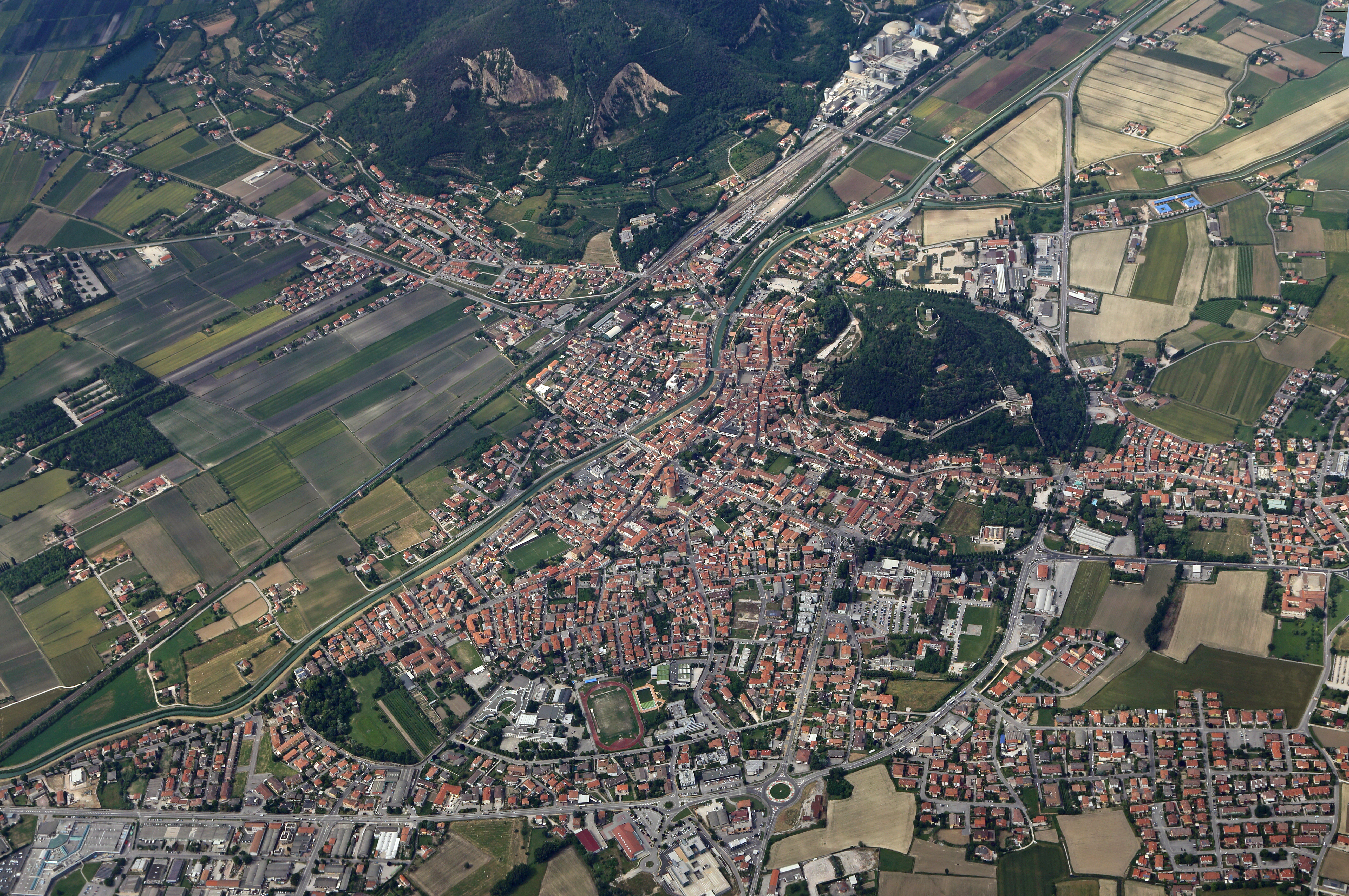
Monselice: luchtfoto van de stad

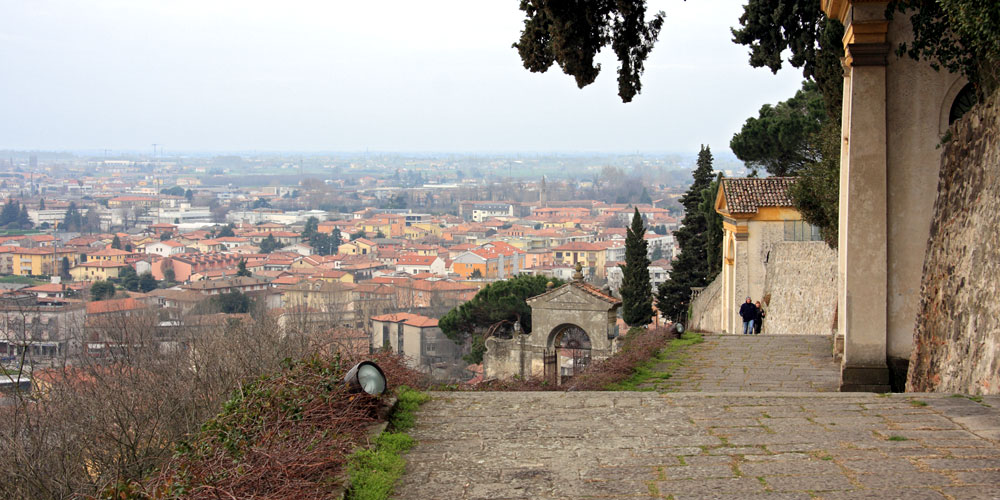
Panorama
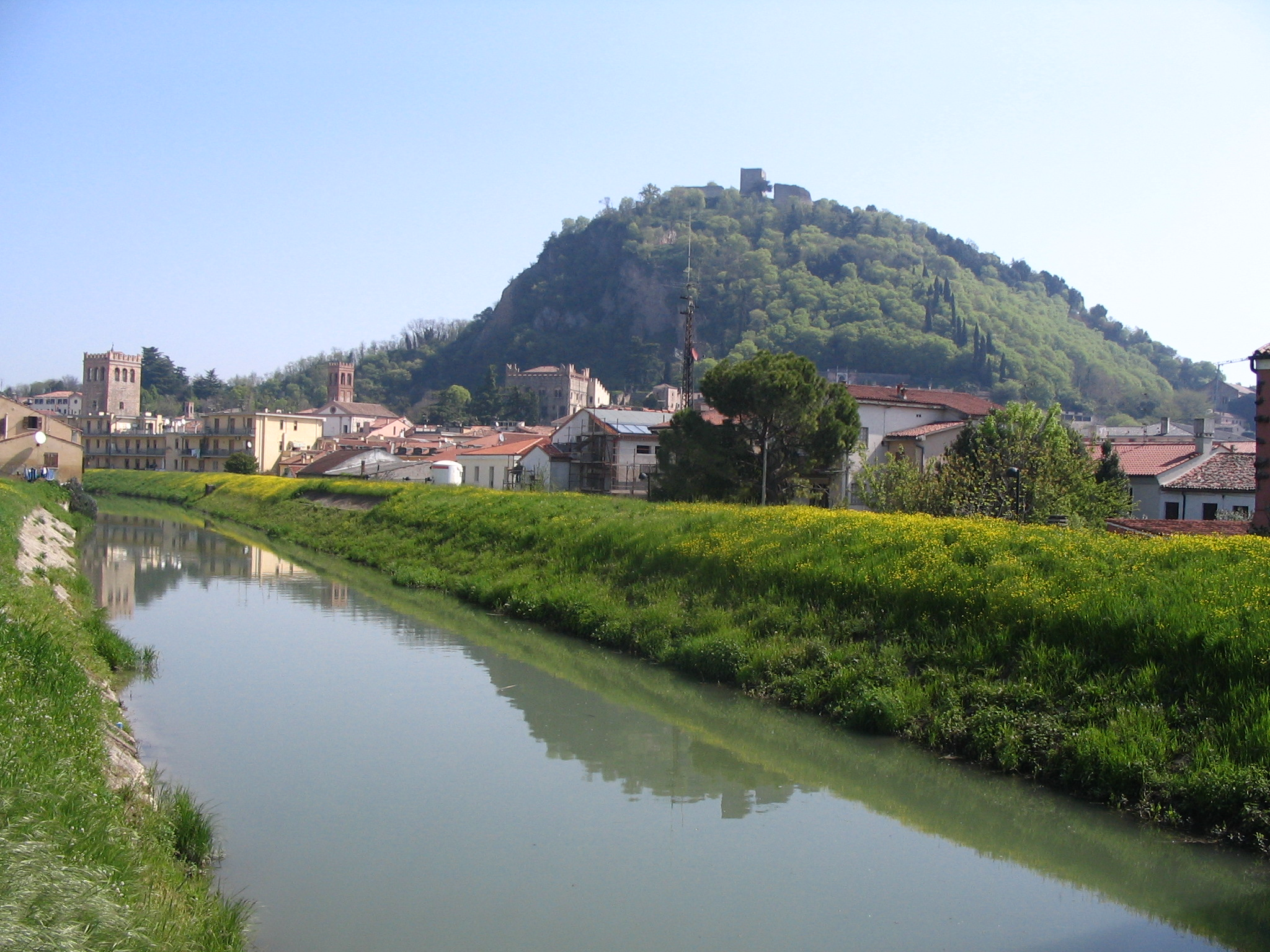
Het Canale Bisatto met Colle della Rocca en fort Mastio Federiciano
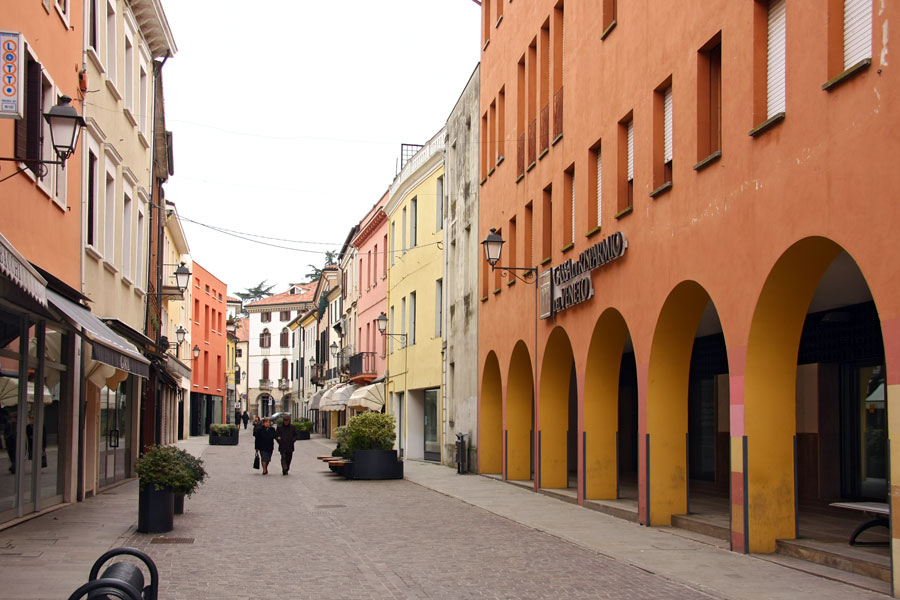
De Via Roma
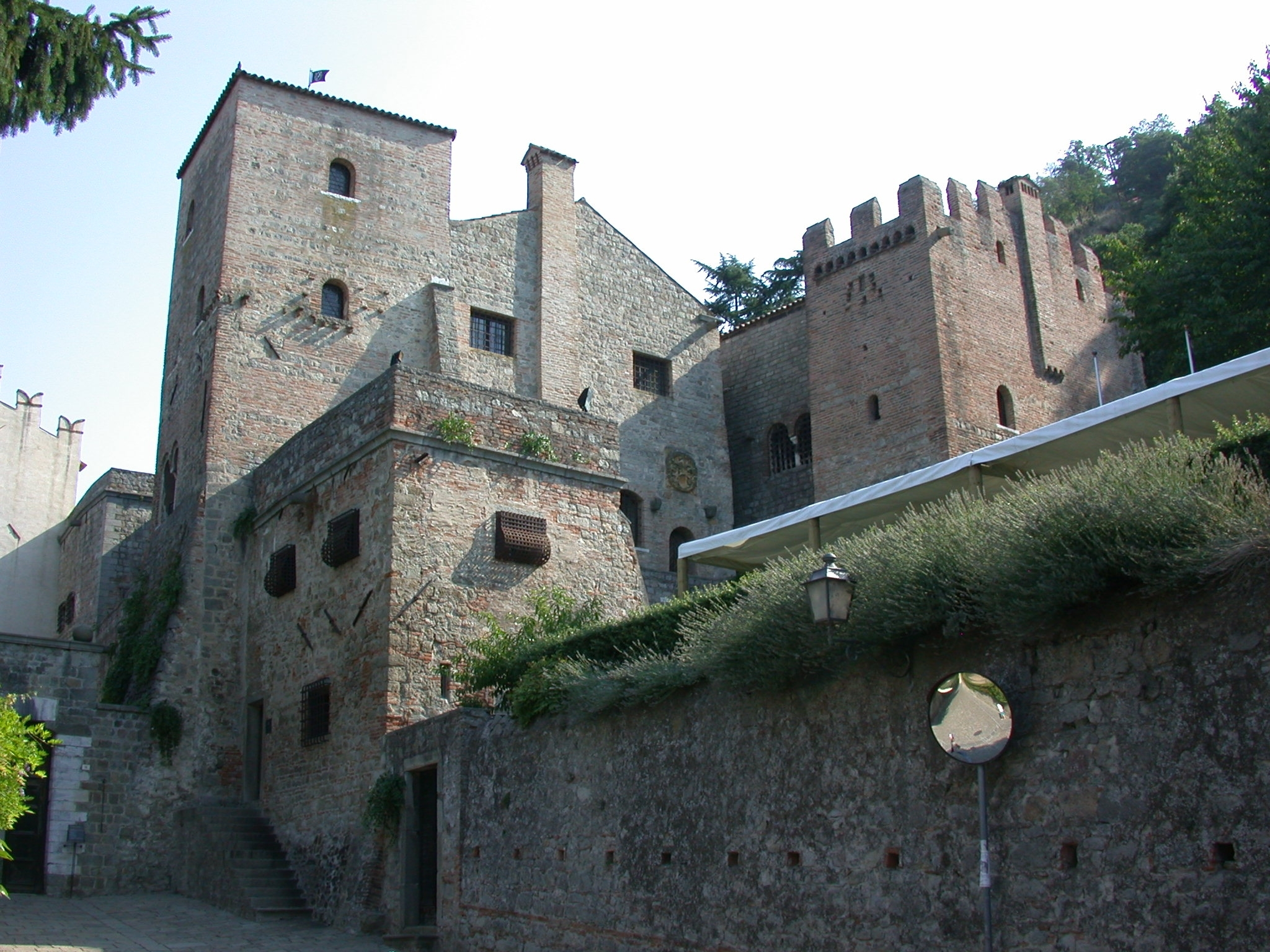
Het Castello
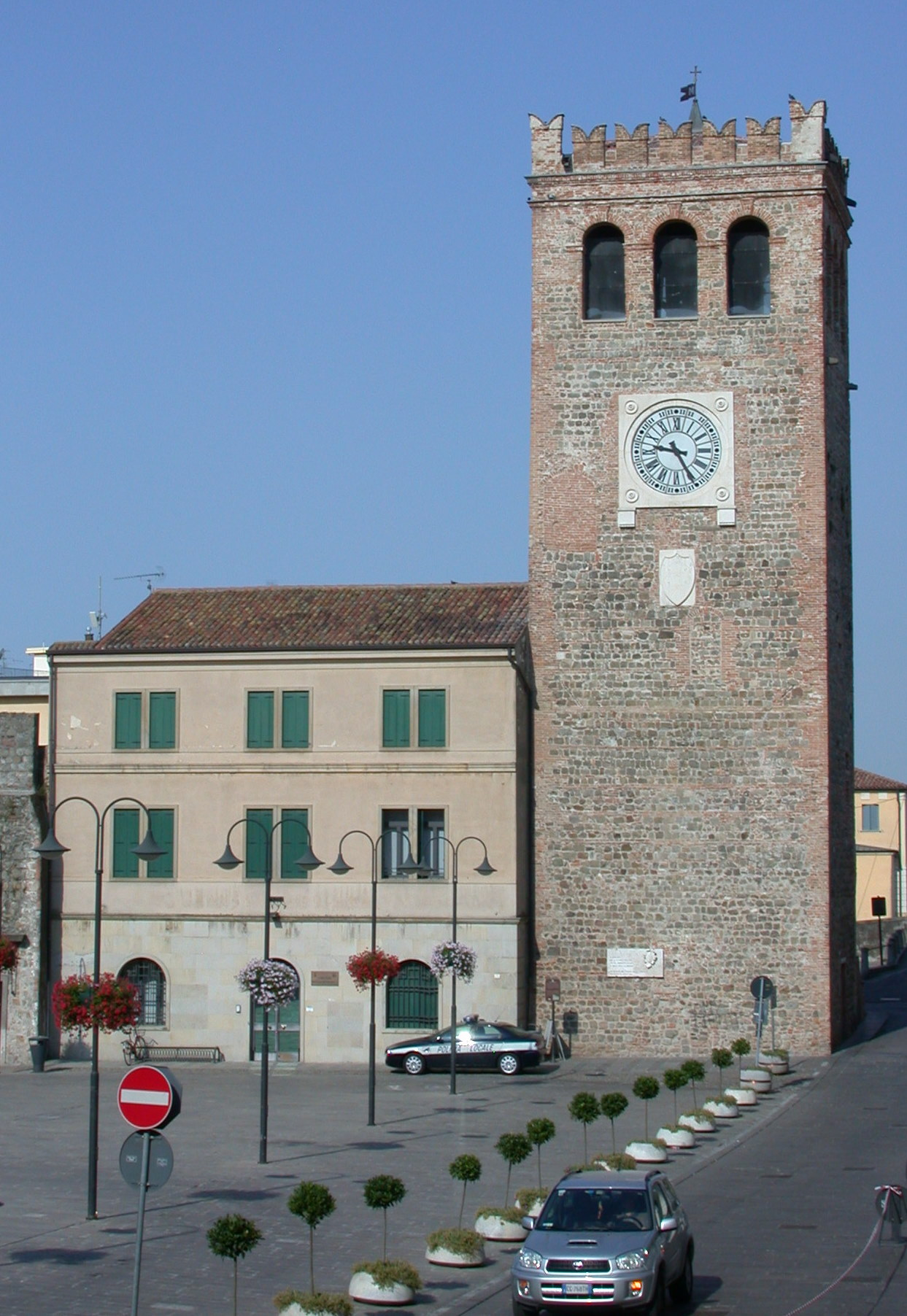
De Torre Civica
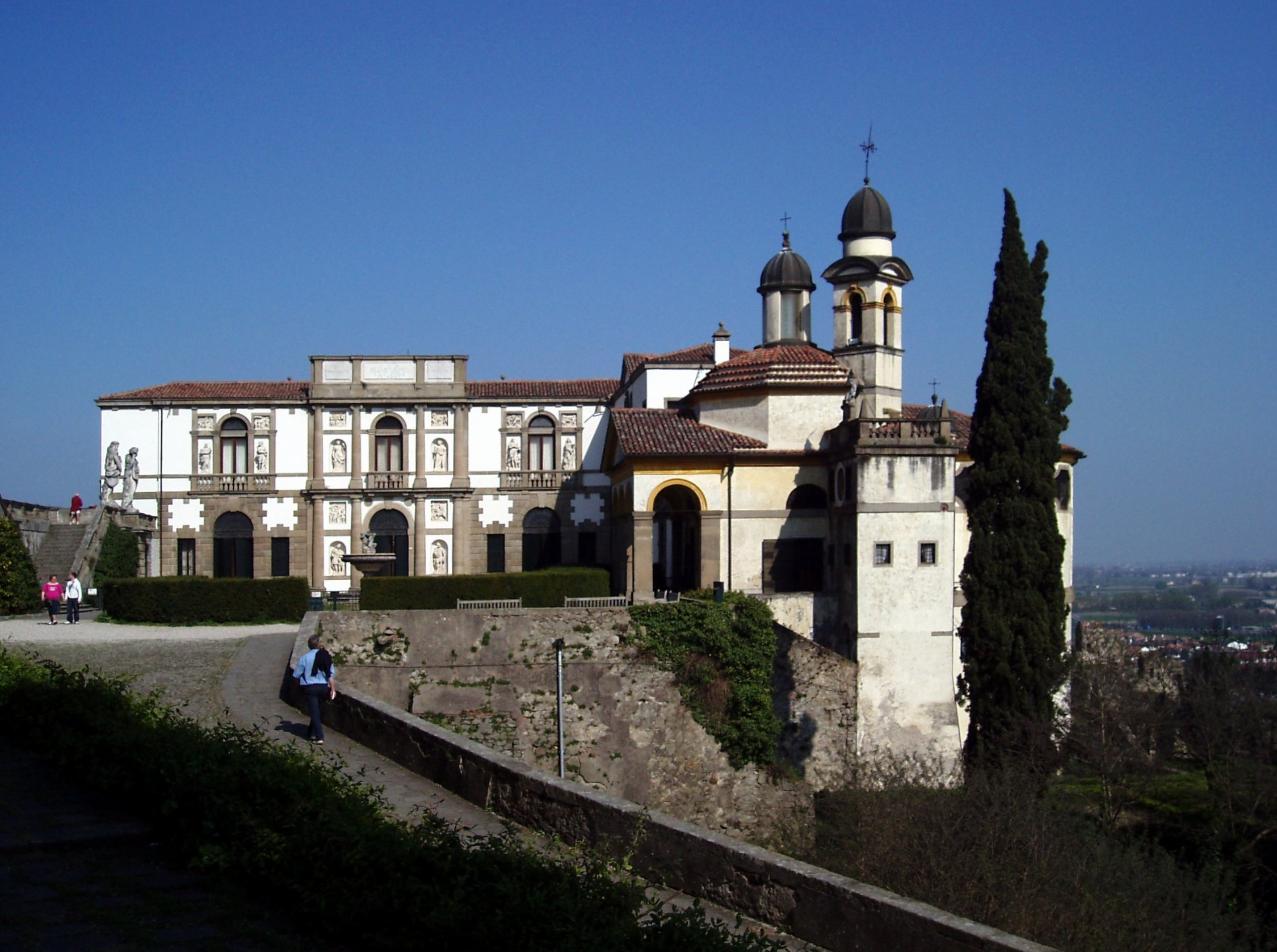
De Villa Duodo en de San Giorgiokerk
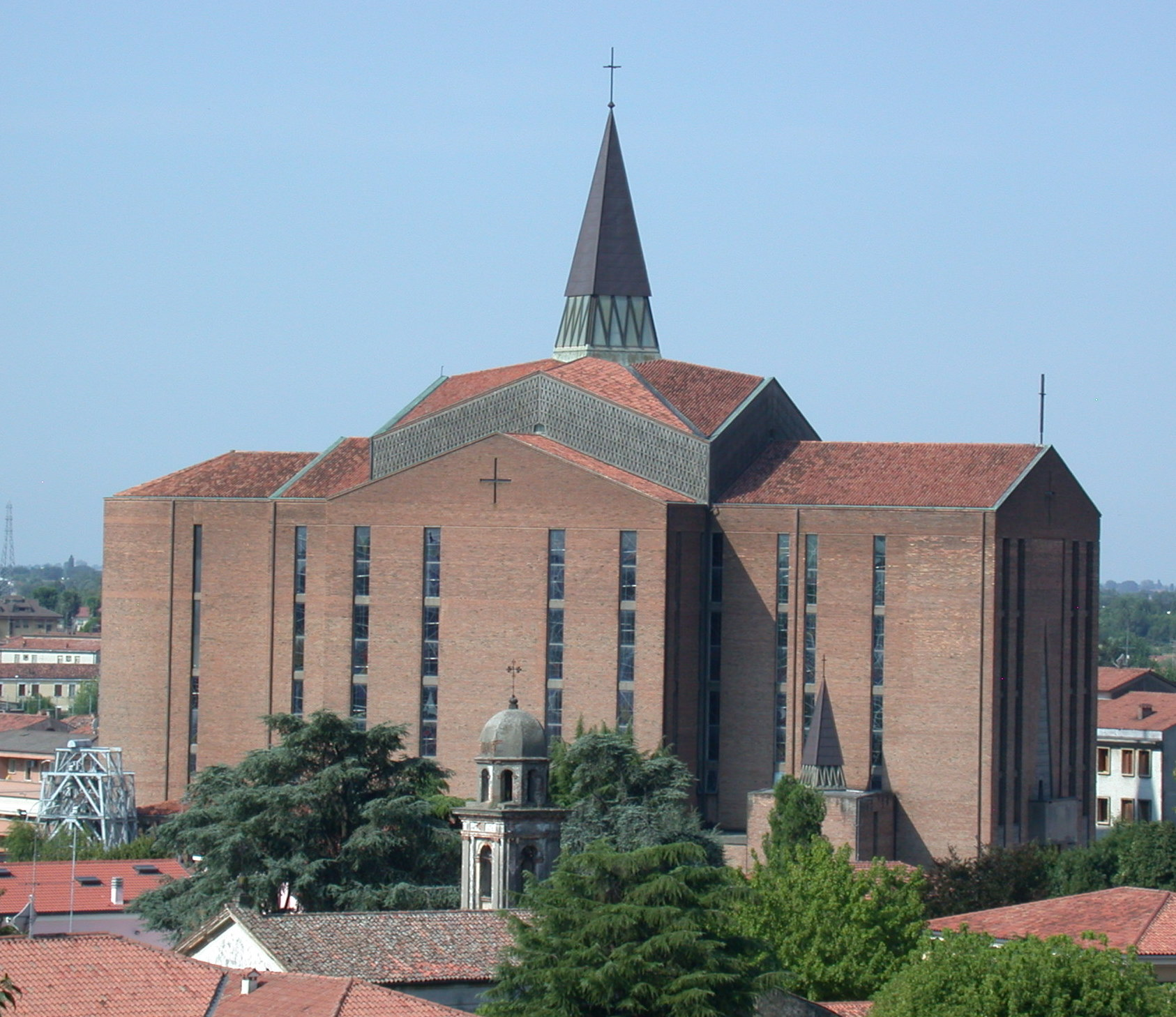
De Duomo Nuevo
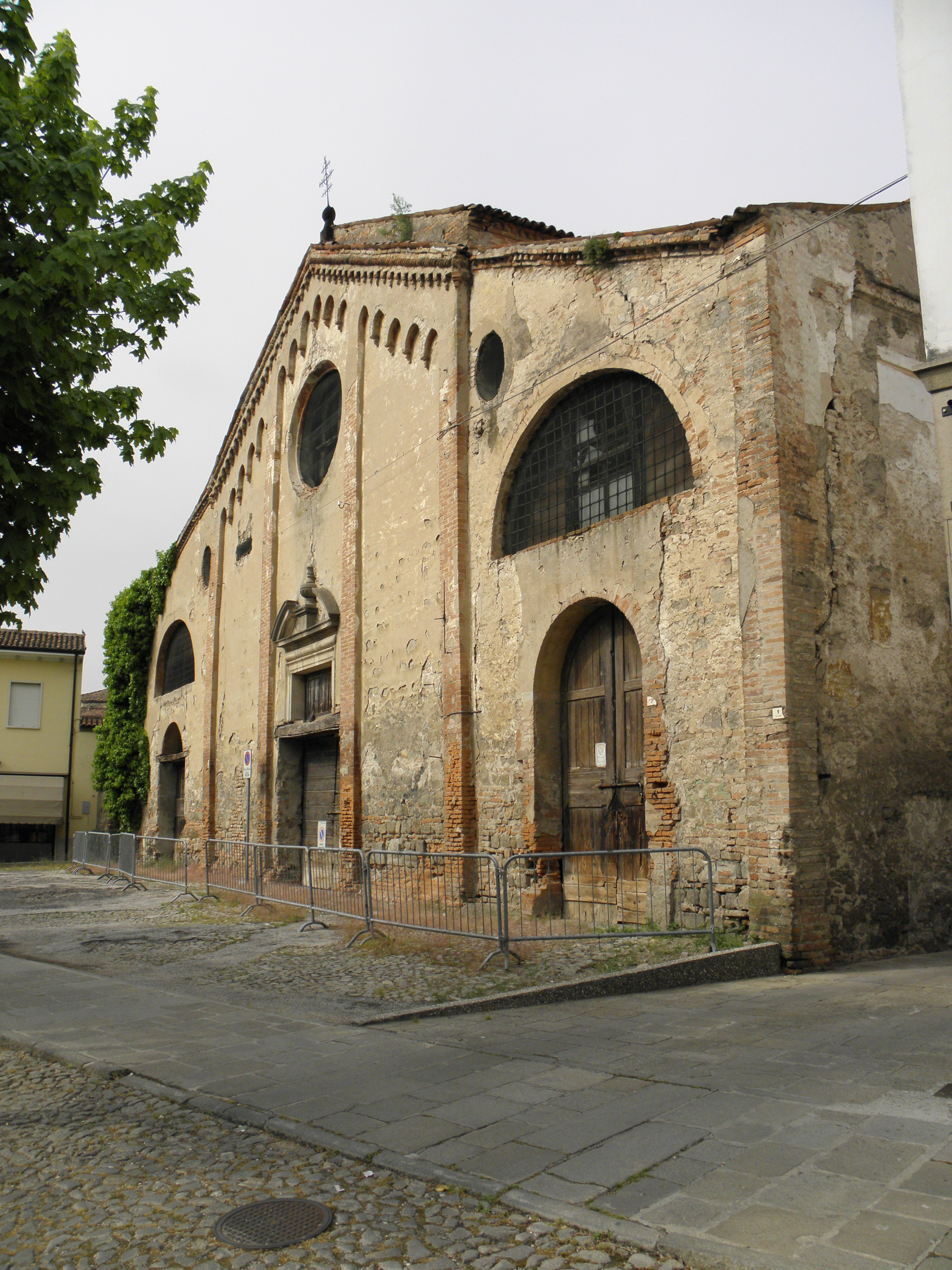
De Santo Stefanokerk
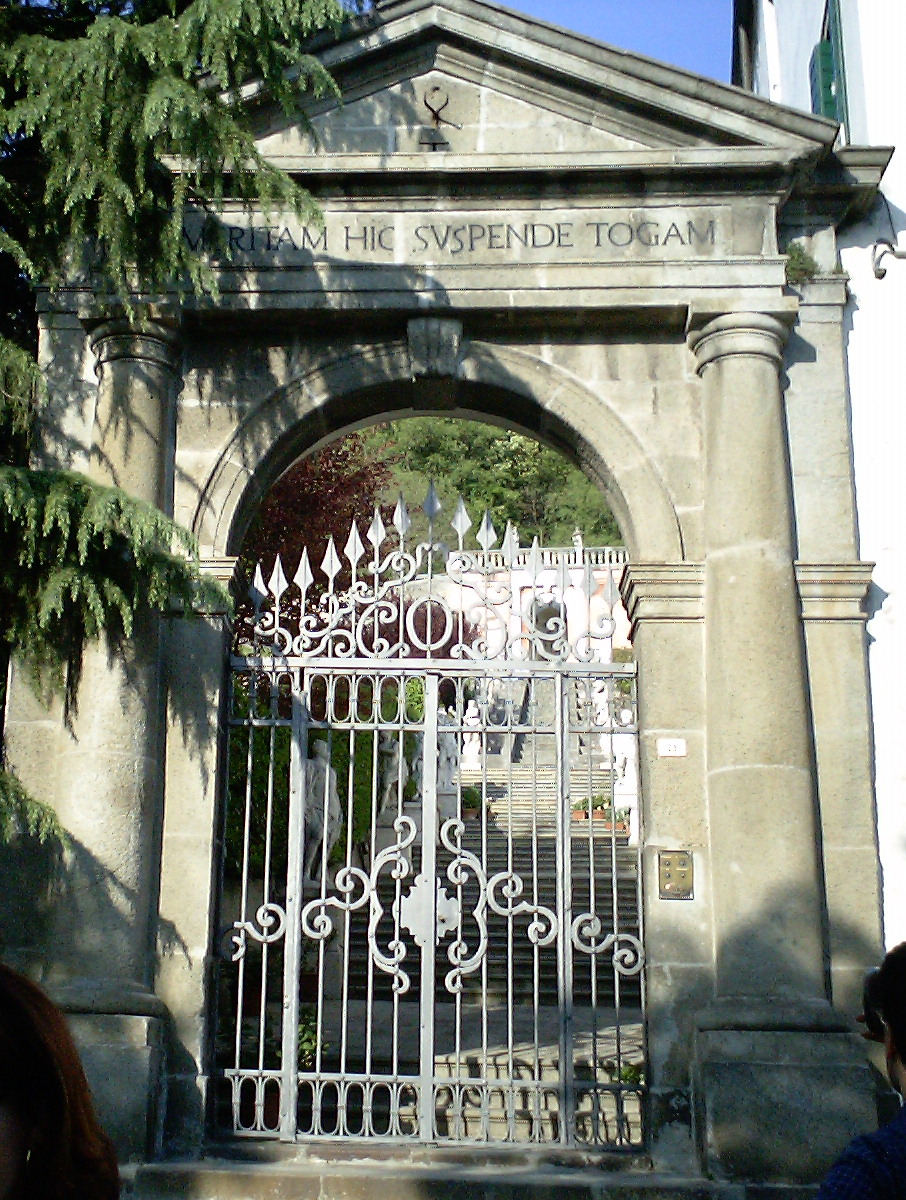
Toegangshek van de Villa Nani Mocenigo